# Jacques Herzog

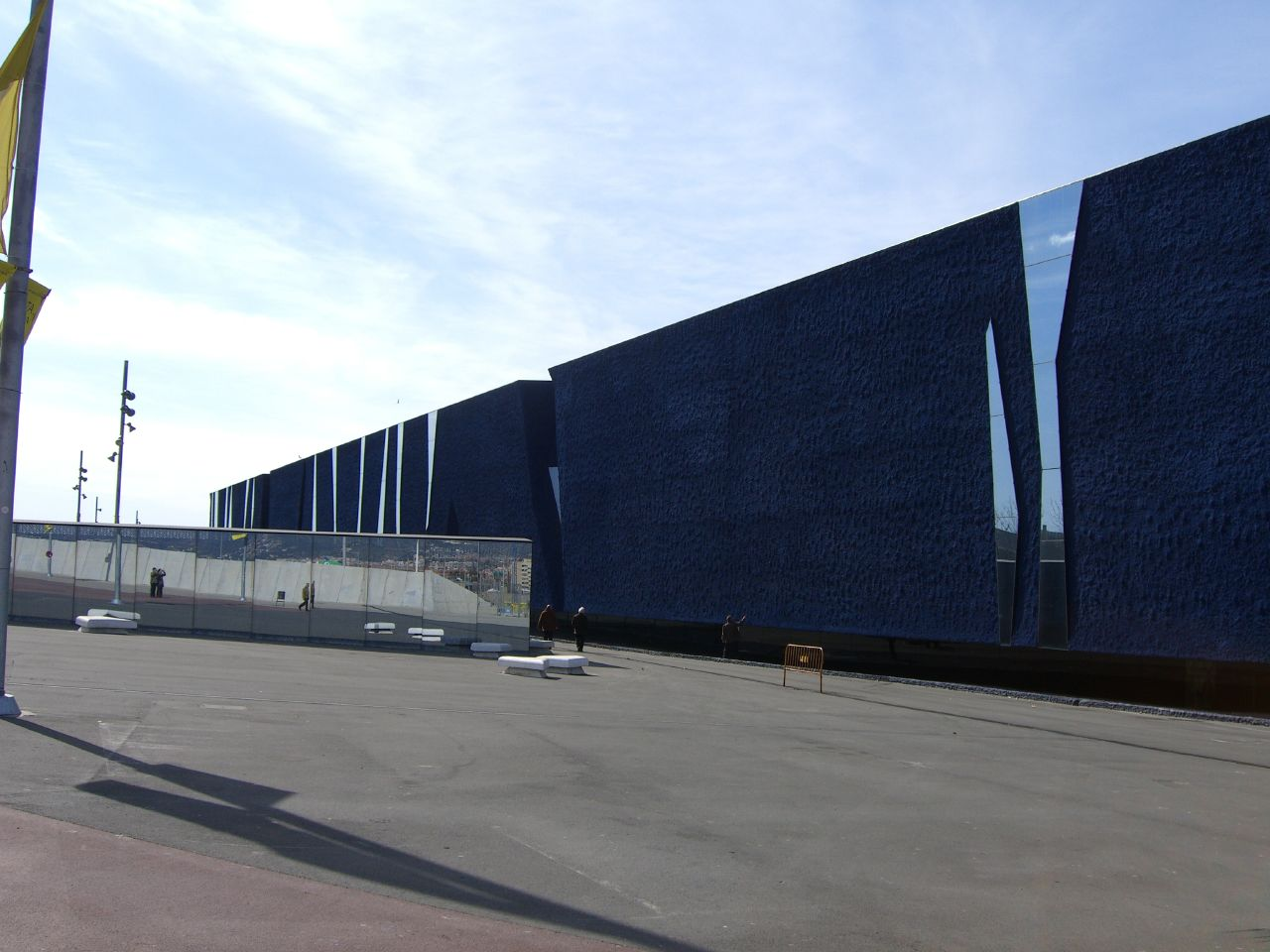
Edificio Fórum, Barcelona

Jacques Herzog (Basilea, 19 de abril de 1950) es un arquitecto suizo que trabaja conjuntamente con Pierre de Meuron. Ambos estudiaron en la misma escuela de arquitectura de Zúrich y en el año 1978 establecieron la firma Herzog & de Meuron. Se caracterizan por el uso de soluciones imaginativas ante los problemas arquitectónicos, a la vez que combinan la artesanía con las nuevas tecnologías. Destaca también en todos sus edificios un gran aprovechamiento de la luz natural.
Su obra más conocida es la Tate Modern de Londres terminada en el año 2000, donde transformaron una antigua central eléctrica en una moderna galería de arte. Al año siguiente (2001), fueron galardonados con el Premio Pritzker, equivalente al Premio Nobel de arquitectura. En su obra encontramos numerosos edificios residenciales, así como algunas galerías de arte, como la citada anteriormente. Uno de sus edificios más significativos es el Edificio Fórum en Barcelona, emblema del Fórum Universal de las Culturas del 2004. El edificio en cuestión es un prisma de base triangular y color azul añil que dispone de un gran auditorio subterráneo y de una amplia sala de exposiciones. En 2015 presentó su proyecto de sede del BBVA en el barrio madrileño de Las Tablas.

## Obras representativas
- Edificio Fórum (Barcelona)
- Tate Modern (Londres)
- Museum Küppersmühle für Moderne Kunst (Duisburgo, Alemania)
- Library Eberswalde Technical (Eberswalde, Alemania)
- Almacenes Ricola (Laufen, Suiza)
- Allianz Arena (Múnich)
- Rudin House (Leymen, Francia)
- Edificio central de enclavamientos de los SBB (Basilea)
- Goetz Collection (Múnich)
- Schwitter Apartment Ofice (Basilea)
- Plywood House (Bottmingen, Suiza)
- Tenerife Espacio de las Artes (Santa Cruz de Tenerife, España)
- Plaza de España (Santa Cruz de Tenerife)